# 考拉克区
考拉克区是塞内加尔的一个行政区，首府考拉克是萨卢姆河的一座港口城市。该区接壤冈比亚，是达喀尔和班珠尔之间旅程的一个常见停留点。
考拉克位于一个农业地区，是花生交易和出口中心，市内有一家大型花生油工厂。此外，酿酒、制革、棉花和鱼类加工也是当地重要的工业活动。
考拉克区下设、考拉克（Kaolack）和三省。